# Oredish
Oredish, im Sinne von Erzschüssel, war ein englisches Gewichtsmaß und diente als Maß für Bleierze. Diese Erzschüssel hatte die Abmessungen von 21 3/10 Zoll Länge, 6 Zoll Breite und 8 2/5 Zoll Tiefe. 
- 1 Oredish = 17,5911 Liter oder  152,4 Kilogramm
- 1 Last = 9 Dishes = 3 Hundredweight
- 1 Oredish  = 1073,5 Kubikzoll (engl.) = 886,8 Pariser Kubikzoll[1]